# Ancourteville-sur-Héricourt
Ancourteville-sur-Héricourt és un municipi francès situat al departament del Sena Marítim i a la regió de Normandia. L'any 2007 tenia 217 habitants.

## Demografia

### Població
El 2007 la població de fet d'Ancourteville-sur-Héricourt era de 217 persones. Hi havia 84 famílies de les quals 20 eren unipersonals (8 homes vivint sols i 12 dones vivint soles), 32 parelles sense fills i 32 parelles amb fills.
La població ha evolucionat segons el següent gràfic:
Habitants censats

### Habitatges
El 2007 hi havia 112 habitatges, 90 eren l'habitatge principal de la família, 17 eren segones residències i 5 estaven desocupats. Tots els 108 habitatges eren cases. Dels 90 habitatges principals, 79 estaven ocupats pels seus propietaris, 9 estaven llogats i ocupats pels llogaters i 2 estaven cedits a títol gratuït; 6 tenien dues cambres, 7 en tenien tres, 26 en tenien quatre i 51 en tenien cinc o més. 72 habitatges disposaven pel capbaix d'una plaça de pàrquing. A 39 habitatges hi havia un automòbil i a 38 n'hi havia dos o més.

### Piràmide de població
La piràmide de població per edats i sexe el 2009 era:
| Homes | Edats   | Dones |
| ----- | ------- | ----- |
| 0     | 95 o +  | 0     |
| 0     | 90 a 94 | 0     |
| 0     | 85 a 89 | 0     |
| 4     | 80 a 84 | 0     |
| 4     | 75 a 79 | 8     |
| 8     | 70 a 74 | 8     |
| 8     | 65 a 69 | 8     |
| 8     | 60 a 64 | 12    |
| 4     | 55 a 59 | 4     |
| 16    | 50 a 54 | 16    |
| 0     | 45 a 49 | 0     |
| 8     | 40 a 44 | 12    |
| 8     | 35 a 39 | 4     |
| 0     | 30 a 34 | 8     |
| 12    | 25 a 29 | 0     |
| 8     | 20 a 24 | 0     |
| 0     | 15 a 19 | 8     |
| 20    | 10 a 14 | 4     |
| 0     | 5 a 9   | 0     |
| 0     | 0 a 4   | 4     |

## Economia
El 2007 la població en edat de treballar era de 146 persones, 101 eren actives i 45 eren inactives. De les 101 persones actives 91 estaven ocupades (52 homes i 39 dones) i 9 estaven aturades (6 homes i 3 dones). De les 45 persones inactives 11 estaven jubilades, 17 estaven estudiant i 17 estaven classificades com a «altres inactius».

### Ingressos
El 2009 a Ancourteville-sur-Héricourt hi havia 99 unitats fiscals que integraven 250 persones, la mediana anual d'ingressos fiscals per persona era de 21.069 €.

### Activitats econòmiques
L'únic establiment que hi havia el 2007 era d'una empresa de serveis.
L'any 2000 a Ancourteville-sur-Héricourt hi havia 10 explotacions agrícoles que ocupaven un total de 207 hectàrees.

## Equipaments sanitaris i escolars
El 2009 hi havia una escola elemental integrada dins d'un grup escolar amb les comunes properes formant una escola dispersa.

## Poblacions més properes
El següent diagrama mostra les poblacions més properes.